# Desmodema polystictum
Desmodema polystictum es un pez que pertenece a la familia Trachipteridae. Habita cerca de Nueva Zelanda, el noroeste del Océano Atlántico, y Sudáfrica.
Esta especie marina se hizo más conocida cuando James Douglas Ogilby escribió y publicó trabajos en 1898.